# Bénigne-Claude Délorier
Bénigne-Claude Délorier, dit « l'Invalide », né le 5 mars 1785 à Dijon (Côte-d'Or) et mort le 9 juillet 1852 à Blainville-Crevon (Seine-Inférieure), est un capitaine d'infanterie du Premier Empire, chansonnier et écrivain français.
Engagé en décembre 1805, comme simple soldat au 15e Régiment d'infanterie légère, il gravit tous les échelons jusqu'au grade de capitaine obtenu le 24 janvier 1814 pendant le siège de Hambourg. Il est blessé grièvement au lendemain de la bataille de Waterloo, et perd son bras droit.
Pendant la Restauration, il se fait connaître comme chansonnier et auteur de nouvelles et romans sous le nom de « l'Invalide ».

## Biographie
Bénigne-Claude Délorier passe son enfance à Besançon, où il se marie le 10 mars 1802. Il est alors acteur de théâtre. Engagé dans l'armée comme simple soldat le 13 décembre 1805, il fait les campagnes de Prusse et de Pologne (1806-1808), d'Allemagne (1809-1811) et de Russie (1812). Il est blessé à Ratisbonne (21 avril 1809) et à la bataille de la Moskowa (7 septembre 1812). Le 24 janvier 1814, dans Hambourg assiégée, le Maréchal Davout le nomme capitaine. Il est alors aide de camp du Général Jean-François Rome.
À la chute de l'Empire, il se rallie d'abord au nouveau régime, et est nommé chevalier de l'Ordre royal de la Légion d'honneur le 17 janvier 1815. Cependant, pendant les Cent-Jours, il reprend du service sous les ordres du général Rome. Il est grièvement blessé le 20 juin 1815, lors du combat de Namur, et perd son bras droit. D'abord en captivité, puis libéré, il rentre à Paris à la fin de l'année 1815.
Il se fait alors connaître pour ses chansons et romans qu'il publie sous le nom de l'Invalide. On lui doit ainsi les Chansons d'un invalide (1819, 1831, 1846), La Famille de Surville  (1825), et divers contes, nouvelles et poèmes. Certains sont publiés en feuilleton dans le Journal de Rouen. D'abord soutien du nouveau régime, il évolue vers une position plus critique, et finit par adhérer ouvertement au mythe napoléonien (passage des cendres au Val-de-la-Haye).
Membre de la franc-maçonnerie, il est vénérable de la loge de la Rose du Parfait Silence de 1820 à 1826, et préside son chapitre Rose-Croix.
En 1826, il achète un terrain à Blainville-Crevon, où il se fait construire une maison (1827) dans laquelle il passe la fin de ses jours. C'est dans cette maison que, bien plus tard, verront le jour Marcel Duchamp (1887) et sa sœur, Suzanne (1889).
Bénigne-Claude Délorier était connu et apprécié dans sa région d'adoption et ses funérailles attirèrent une grande assistance (Journal de Rouen du 13 juillet 1852). Sa tombe est toujours visible au cimetière de Blainville-Crevon.